# بر بال فرشتگان
بر بال فرشتگان فیلمی به کارگردانی و نویسندگی جواد شمقدری محصول سال ۱۳۷۱ است.

## خلاصه داستان
«حجت» که تنها برادرش را در جنگ از دست داده است از اینکه در سال‌های آخر در کنارش نبوده رنج می‌برد و برای تسلی خاطر خود تابلویی را به یاد او سفارش می‌دهد. به زودی شرکتی که حجت با موفقیت اداره اش می‌کرد، دچار مشکل مالی می‌شود. تلاش او برای رفع این مشکل فرصتی فراهم می‌آورد تا به گذشته برگردد و زندگی خود و برادرش را مرور کند.

## بازیگران
- جلیل فرجاد
- حسن جوهرچی
- زهره صفوی
- اردلان شجاع‌کاوه
- حسین انصاری
- اسرافیل علمداری
- سودابه آقاجانیان
- سیدناصر حسینی‌فر
- علیرضا اسحاقی
- عبدالرحمان بحرینی
- فرامرز شهنی
- ماشاالله شاهمرادی‌زاده
- حسن نجاریان
- شاداب شهلایی
- مسعود حسین‌زاده سمنانی
- محمد طاهری آذر
- مهدی شاهین حسینی
- شاهرخ فرهنگیان
- هادی انباردار
- سهیلا دادرس
- روح‌الله انصاری
- محمدحسین شاگردی
- سیامک شهلایی
- حبیب ثامنیه